# Mugurel Dedu
Alexandru Mugurel Dedu (n. 1 martie 1985, Câmpina, Prahova, România) este un fotbalist român, care evoluează pe postul de mijlocaș ofensiv la clubul din Liga a II-a, Gloria Buzău.